# Рюрик (бриг, 1815)
«Рюрик» — бриг российского императорского флота, на котором совершил кругосветную экспедицию О. Е. Коцебу.

## Описание брига
Бриг, построенный из выдержанного соснового леса, водоизмещением 180 тонн. Точные размеры судна неизвестны, но исходя из грузоподъёмности брига эксперты предполагают, что его длина составляла около 30 метров, ширина — 7,1 метра и осадка около 2-х метров. Вооружение брига составляли восемь орудий, а экипаж состоял из 34-х добровольцев.
Размеры судна были невелики, это ухудшало условия для жизни и научной работы на нём, но Отто Коцебу остался доволен бригом. В своих записках он писал, что «„Рюрик“, имея малую осадку, мог легко подходить близко к берегам, а его удобное внутреннее устройство способствовало сохранению здоровья всего экипажа».

## История службы
Бриг «Рюрик» был спущен на воду 11 мая 1815 года. Через две недели судно вышло в Ревель, где на него были погружены часть грузов и мореходные инструменты, заказанные для экспедиции И. Ф. Крузенштерном в Англии. Бриг был построен по чертежам корабельного мастера С. С. Разумова и снаряжён для кругосветной экспедиции на средства канцлера графа Н. П. Румянцева.
30 июня 1815 года судно вышло из Кронштадта. После посещения Копенгагена и Плимута бриг вышел в Атлантический океан и взял курс на пролив Дрейка. Посетив для пополнения запасов гавань Санта-Крус на острове Тенерифе и бразильский порт на острове Святой Екатерины, бриг 23 января подошёл к мысу Горн, где попал в сильный шторм. Одной из волн командира судна смыло за борт, но ему удалось спастись, ухватившись за канат. Миновав шторм, к 13 февраля бриг прибыл в залив Консепсьон на чилийском побережье, в котором судно в течение месяца готовили к переходу через Тихий океан.

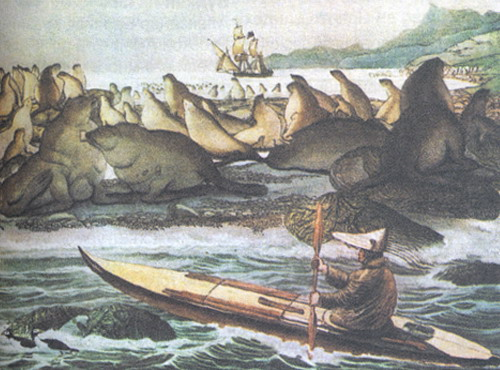
Бриг «Рюрик» у острова Святого Павла на акварели Людвига Хориса.

На пути от Чили к Камчатке был открыт ряд островов и атоллов. Так в тропической Океании в апреле и мае 1816 года среди островов Россиян в Южной Полинезии был открыт обитаемый остров Румянцева, атоллы Спиридова, Рюрик, Крузенштерна. В Микронезии были открыты атоллы Кутузова и Суворова, располагающиеся в цепи Ратак Маршалловых островов.
19 июня 1816 года судно прибыло в Петропавловск.
В июле того же года были открыты и описаны бухта Шишмарёва (Shishmaref Inlet) и остров Сарычева, а в первой половине августа залив Коцебу с бухтой Эшшольца. Экспедицией был описан залив Святого Лаврентия, после чего бриг посетил Уналашку, залив Сан-Франциско и Гавайские острова. C января по март следующего года судно вновь посетило Маршалловы острова, при этом были открыты атоллы Нового Года, Румянцева, Чичагова, Аракчеева, Де-Траверсе и Крузенштерна, располагающиеся в цепи Радак.
Затем «Рюрик» вернулся в северную часть Берингова моря.
В апреле 1817 года бриг вошёл в бухту острова Уналашка одного из цепи Алеутских островов. Почти двухгодичное плавание в условиях тропического климата и нередких штормов сказалось на состоянии судна: топы мачт подгнили, бушприт был сломан, медная обшивка во многих местах отставала или была потеряна. Судну требовался серьёзный ремонт, что и было проделано в течение мая и июня силами команды с помощью представителей Российско-американской компании. С брига временно сняли весь такелаж и рангоут, и килевали для ремонта наружной обшивки. 29 июня отремонтированное судно отправилось на север, но из-за болезни командира было принято решение о возвращении.
На пути к Филиппинам бриг в третий раз подошёл к Маршалловым островам и в ноябре 1817 года был открыт обитаемый атолл Гейдена.
Бриг вернулся в Кронштадт 3 августа 1818 года. А. Я. Булгаков писал в том же месяце к брату в Москву:

Ходил я пешком и был на Рюрике, стоящем против дома канцлера на Аглинской набережной. Красивое судно и наполнено разными любопытными зверями и вещами. Видел я прелестную мантию или род пелерины, составленной из перьев разных птиц. Это назначено было подарком Государю от короля Сандвичских островов. Видел я тут разное одеяние диких народов, обезьян, шлюпки диких и проч. Есть тут два алеута, которые в беспамятстве от красоты Петербурга. Один сказал: «Это верно весь свет съехался вместе». Понять не могут, как можно было построить такой город, такие дома.
После экспедиции «Рюрик» был куплен у Н. П. Румянцева Российско-американской компанией и отправлен в Новоархангельск.

## Командиры брига
С 1815 по 1818 год бригом «Рюрик» командовал О. Е. Коцебу.

## Память
В честь брига «Рюрик» названы:
- атолл Рюрик [Арутуа] (Тихий океан, острова Россиян, 15°10′ ю.ш., 146°50′ з.д., открыт в 1816 году О. Е. Коцебу на бриге «Рюрик», им же назван в честь своего корабля)[10];
- гавань Рюрика (Тихий океан, побережье Северной Америки, залив Аляска, 59°39′ с.ш., 139°47′ з.д., названа в 1825 году В. С. Хромченко в честь брига «Рюрик»)[10];
- пролив Рюрик [Унимак] (Берингово море, Алеутские острова, 54°20′ с.ш., 165° з.д., пролив открыт в 1817 году О. Е. Коцебу, им же назван в честь своего корабля, в настоящее время русское название на карты не наносится)[10];
- проход Рюрика (Тихий океан, Маршалловы Острова, 9°28′ с.ш., 169°49′ в.д., открыт в 1817 году О. Е. Коцебу на бриге «Рюрик», им же назван в честь своего корабля)[10];
- риф Рюрика (Тихий океан, Тасманово море, 44° ю.ш., 147°40′ в.д., риф открыт в 1821 году Е. А. Клочковым на бриге «Рюрик», им же назван в честь своего корабля)[10].